# Jueces 14
Jueces 13 es el decimotercer capítulo del Libro de los Jueces en el Antiguo Testamento o la Biblia hebrea. Según la tradición judía, el libro fue atribuido al profeta Samuel, pero los eruditos modernos lo consideran parte de la Tradición deuteronómica, que abarca los libros de Deuteronomio a 2 Reyes, atribuidos a escritores nacionalistas y fervientes yahvistas durante la época del rey reformador de Judea Josías en el siglo VII a. C.. Este capítulo registra las actividades del juez Sansón. Perteneciente a una sección que comprende Jueces 13 a 16 y Jueces 6:1 a 16:31..

## Texto
Este capítulo fue escrito originalmente en hebreo. Se divide en 20 versículos.

### Testigos textuales
Algunos manuscritos antiguos que contienen el texto de este capítulo en hebreo pertenecen a la tradición del Texto Masorético, que incluye el Códice de El Cairo (895), el Códice de Alepo (siglo X) y el Códice Leningradoensis (1008).
Los manuscritos antiguos existentes de una traducción al griego koiné conocida como Septuaginta (originalmente se hizo en los últimos siglos a. C.) incluyen el Codex Vaticanus (B; {\displaystyle {\mathfrak {G}}}B; siglo IV) y Codex Alexandrinus (A; {\displaystyle {\mathfrak {G}}}A; siglo V). 

## Análisis

### Dos paneles
Un estudio lingüístico de Chisholm revela que la parte central del Libro de los Jueces (Jueces 3:7-16:31) puede dividirse en dos paneles basados en los seis estribillos que afirman que los israelitas hicieron el mal a los ojos de Yahvé:
Primer panel
A 3:7 ויעשו בני ישראל את הרע בעיני יהוה
Y los hijos de Israel hicieron lo malo ante los ojos del SEÑOR (KJV)
B 3:12 ויספו בני ישראל לעשות הרע בעיני יהוה
Y los hijos de Israel volvieron a hacer el mal otra vez ante los ojos del SEÑOR
B 4:1 ויספו בני ישראל לעשות הרע בעיני יהוה
Y los hijos de Israel volvieron a hacer el mal otra vez ante los ojos del SEÑOR
Segundo panel
A 6:1 ויעשו בני ישראל הרע בעיני יהוה
Y los hijos de Israel hicieron lo malo ante los ojos del SEÑOR
B 10:6 ויספו בני ישראל לעשות הרע בעיני יהוה
Y los hijos de Israel volvieron a hacer el mal otra vez ante los ojos del SEÑOR
B 13:1 ויספו בני ישראל לעשות הרע בעיני יהוה
Y los hijos de Israel volvieron a hacer el mal otra vez ante los ojos del SEÑOR
Además, a partir de la evidencia lingüística, los verbos utilizados para describir la respuesta del Señor al pecado de Israel tienen patrones quiásticos y pueden agruparse para ajustarse a la división anterior:
Panel uno
3:8 וימכרם, «y los vendió», de la raíz מָכַר, makar.
3:12 ויחזק, «y fortaleció», de la raíz חָזַק, khazaq.
4:2 וימכרם, «y los vendió», de la raíz מָכַר, makar.
Panel dos
6:1 ויתנם, «y él les dio,» de la raíz נָתַן, nathan
10:7 וימכרם, «y los vendió», de la raíz מָכַר, makar.
13:1 ויתנם, «y él les dio,» de la raíz נָתַן, nathan

### La narrativa de Sansón
Los capítulos 13-16 contienen la «Narrativa de Sansón» o «Ciclo de Sansón», una composición poética altamente estructurada con una 'esbeltez casi arquitectónica' desde el punto de vista literario. La sección completa consta de 3 cantos y 10 subcantos y 30 cánticos, como sigue:
- Canto I: la historia del nacimiento de Sansón (Jueces 13:2-25).
- Canto II : las hazañas de Sansón en Timna y Judá (Jueces 14:1-16:3)
- Canto III : hazañas de Sansón en el valle de Sorek y el templo de Dagón (Jueces 16:4-31).

La distribución de los 10 subcantos en 3 cantos es un 2 + 4 + 4 regular, con el número de cánticos por subcanto como sigue:
- Canto I: 3 + 3
- Canto II: 3 + 3 + 3 + 5 (¿3 + 2?)
- Canto III: 2 + 2 + 3 + 3

El número de estrofas por cántico en cada canto es bastante uniforme, con patrones numéricos en el Canto II que muestran una 'simetría concéntrica':
- Canto I: 4 + 4 + 4 | 4 + 4 + 4
- Canto Ila: 4 + 3 + 3 | 4 + 4 + 4 | 3 + 3 + 4 (concéntrico)
- Canto IIb: 4 + 4 + 3 + 4? + 4 (concéntrico)
- Canto III: 4 + 4 | 4 + 4 | 4 + 4 + 4 | 3 + 3 + 4

La regularidad de la estructura dentro de toda la sección clasifica esta composición como 'poesía narrativa' o 'narrativa poética'.
Además de la simetría temática, algunas partes de la narración muestran una estructura observable con equilibrios en el capítulo 13 y el capítulo 16 (cada uno de los cuales consta de tres subsecciones con un cuádruple discurso de preguntas y respuestas en el centro), mientras que los capítulos 14 y 15 muestran un paralelismo en la forma y el contenido. 

### Estructura del capítulo 14
El capítulo 14 tiene la siguiente estructura:
A. Sansón bajó a Timnah (14:1-4)
1. discurso entre Sansón y los padres/padre
2. objeción de los padres
3. rechazo de Sansón a la posibilidad de otra mujer.
B. Sansón descendió a Timná (14:5-6)
1. acción en la que interviene un animal (león).
C. Y descendió y habló a la mujer (14:7-9) 
1. acción relacionada con la miel, un acto de gracia
D. su padre descendió hacia la mujer (14:10-20) 
1. discurso entre Sansón, los filisteos y la timnita;
2. Los filisteos amenazan a un tercero con golpear a Sansón
3. Espíritu de YHWH y victoria de Sansón.

## Sansón quiere casarse con una mujer filistea (14:1-4)
Las luchas de poder entre Sansón y los filisteos se derivan del incidente registrado en los Versículos 1-4 de este capítulo que comienza con Sansón «bajando» a Timna y «vio» a una atractiva mujer filistea. Los temas de la condición israelita y la otredad de los filisteos («nosotros» contra «ellos») se muestran en una historia de engaños y contraengaños cuando Dios utiliza a Sansón para desafiar a los filisteos que «gobiernan sobre Israel en este tiempo» (14:4). Estos temas se manifiestan en las palabras de desaprobación de los padres a Sansón en relación con su pareja elegida (14:3; cf. Génesis 34:14-15) y en la forma étnica en que Sansón describe a la mujer.

### Versículo 1
Y descendió Sansón a Timnat, y vio en Timnat una mujer de las hijas de los filisteos.
- «Timnath» o «Timnah»: actualmente «Tel el-Baṭashi) situada a unos 4 millas (6,4 km) al oeste de Zorah y Eshtaol, en el lado sur del Valle de Sorek.[21] Jueces 1:34 señala que los danitas (la tribu de Sansón) no lograron ocupar la llanura costera y fueron confinados a las colinas, así que desde este terreno más alto, Sansón «bajó» a Timnah que era una ciudad filistea.[21]

## La boda de Sansón y el acertijo (14:5-20)
.

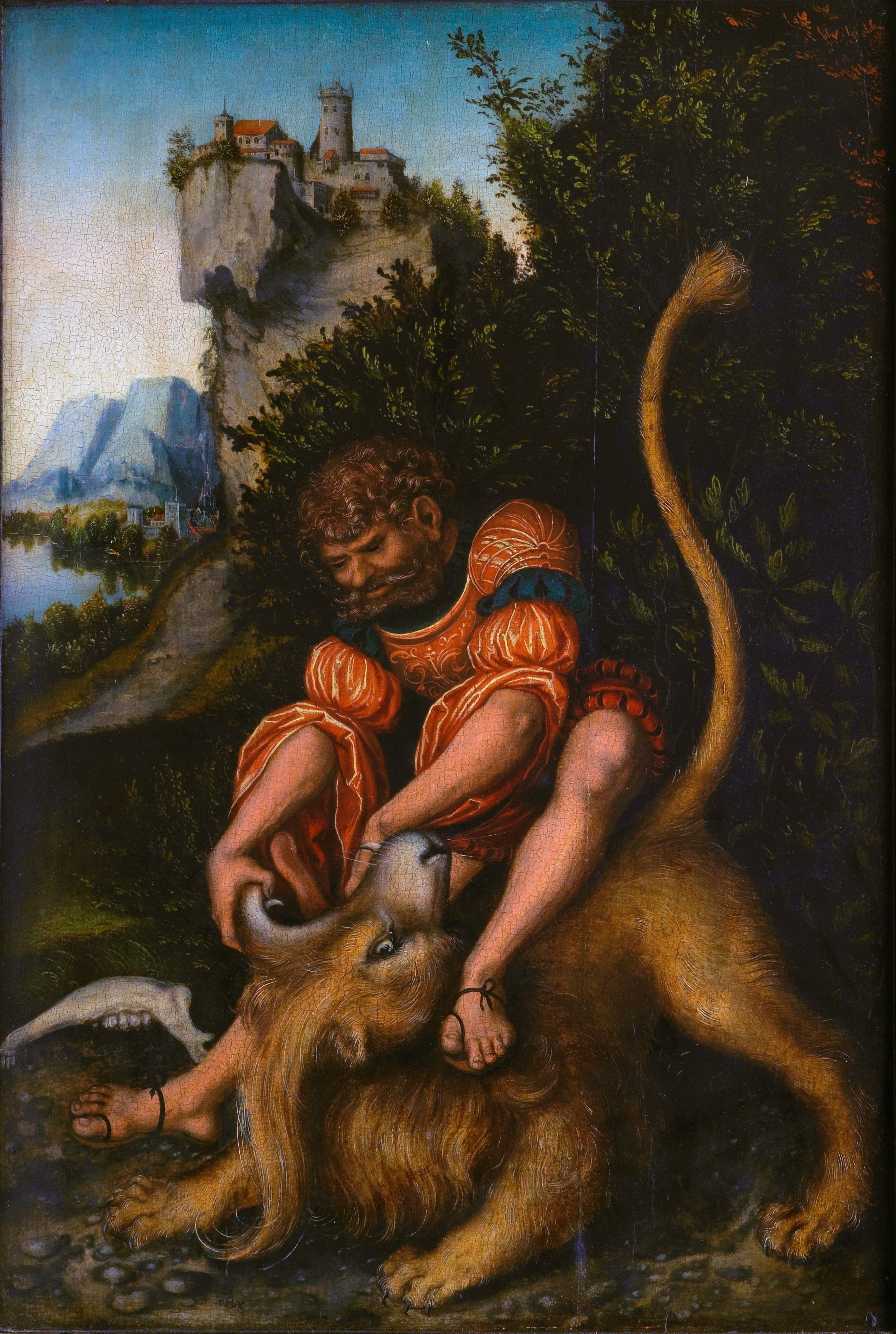
"La lucha de Sansón con el león» de Lucas Cranach el Viejo (1525)

La matanza del león con las manos desnudas (versículo 5) se mantuvo en secreto (cf. versículo 9) y condujo a la respuesta oculta al acertijo que sigue (versículo 14). Este episodio presenta a Sansón con un superpoder al que siguen hazañas sobrehumanas contra los filisteos (cf. 15:1,4; 16:1,3; 16:4, 9,12,14).  La miel en el cadáver del león actúa como fuente de alimento para un guerrero (Versículo 8; cf. miel y Jonatán en 1 Samuel 14:27-29). La fiesta de bodas de siete días entre Sansón y la mujer timnita se convierte en una ocasión para el engaño, ya que una posible unión entre grupos opuestos se convierte en resentimiento y destrucción (en última instancia, el plan de Dios para los filisteos, opresores de Israel), donde Sansón es claramente un forastero rodeado de filisteos, y ninguna de las partes juega limpio. De este capítulo en adelante, el patrón del conocimiento, el engaño, la sexualidad y el poder se entrelazan en la Narrativa de Sansón. Sansón pagó la pérdida de su apuesta de enigma matando a treinta filisteos de otra ciudad filistea, Ascalón, y dio la ropa a sus oponentes de enigma en Timnat, pero inmediatamente regresó a su propio pueblo y no consumó su matrimonio, por lo que su suegro dio la novia de Sansón a otro hombre, lo que se convierte en un montaje para la fisura entre Sansón y los filisteos.
La sección central del acertijo (Versículos 14-17) tiene una simetría concéntrica resaltada por las palabras «contar» y «acertijo» como sigue:
A. Informe
1. No pudieron «contar» el «acertijo» durante tres días
2. Al séptimo día, se acercaron a la esposa.
B. El discurso de los filisteos
«Seduce a tu marido para que “cuente” el »enigma»
X. Discurso de la esposa de Sansón
«Me odias, no me amas,
Poseíste el «enigma» a mi pueblo
a mí no me lo «contaste»
B'. El discurso de Sansón
«No se lo “conté” a mi padre y a mi madre
¿Te lo «conté» a ti?
A.' Informe
2'. Lloró durante siete días
1'. Al séptimo día, él le «contó» a ella
y ella «contó» el «enigma» a su pueblo
El acertijo en sí fue dado con un alto arte de juego de palabras (Versículo 14), tomando los tres posibles significados de la raíz «“ry» («comer», «león», o «miel») que la respuesta correcta al acertijo sería «ari mē ari«”' (»miel de león"). Sin embargo, los filisteos evitaron dar esa respuesta que traicionaría su fuente de conocimiento, y en su lugar dieron un contra acertijo como respuesta: «¿Qué es más dulce que la miel? ¿Qué es más fuerte que un león?» que la respuesta sería “el amor”.

#### Comentarios a los versículos 1-19
En los relatos iniciales sobre Sansón, destaca el contraste entre su comportamiento y la acción de Dios a través de él. El episodio del león y la miel tiene un simbolismo profundo: el león, como animal impuro y feroz, puede representar a los pueblos paganos enemigos de Israel, en especial los filisteos. La miel tomada del cadáver del león podría aludir a la mujer filistea de Timná, de la que Sansón se enamora (Jue 14,8). Según la Ley (Lv 11,32-38; Nm 6,6), la miel sería impura por haber estado en contacto con un cadáver, pero Sansón la come y la ofrece a sus padres sin revelar su origen, desobedeciendo las normas divinas. 
Además, Sansón actúa con ligereza: elige como esposa a una extranjera solo por su belleza (Dt 7,3), toca un cadáver a pesar de ser nazareo y cede fácilmente a la presión de su esposa para revelar el enigma (Jue 14,6-19). A pesar de sus fallos personales, el espíritu del Señor lo llena de fuerza para llevar a cabo la misión de liberar a Israel de los filisteos. Este relato subraya cómo el poder de Dios supera las debilidades humanas, utilizando incluso a un personaje tan imperfecto como Sansón para cumplir sus propósitos salvíficos. Reflexionando sobre las infidelidades de los Jueces, San Agustín afirma: 

El Espíritu del Señor actúa por medio de los buenos y de los malos, por medio de los que lo saben y por medio de los que no lo saben, lo que sabe y decide hacer. Pues, incluso por medio de Caifás, acérrimo perseguidor del Señor, hizo una famosa profecía, sin saber que la hacía, pues dijo que era necesario que muriera Cristo por el pueblo

#### Comentarios a los versículos 14:20-16:3
El presente comentario abarca los sucesos descritos en varios capítulos:
La figura de Sansón quedó en las tradiciones de Israel como la de un hombre con una fuerza física extraordinaria. Sus actos, como la venganza contra los filisteos tras ser despreciado por el padre de su mujer (Jue 15,1-8), su victoria sobre sus perseguidores (15,9-17) y el episodio de las puertas de Gaza (16,1-3), evidencian ese vigor. Sin embargo, estos relatos no buscan proponer a Sansón como modelo, sino mostrar la fuerza que Dios le concedió para liberar a su pueblo. Hay un tono hiperbólico e irónico en las historias, como en la narración de cómo Sansón, actuando solo, enfrentó a los filisteos incluso cuando los hombres de Judá se aliaron con ellos (15,9ss.). No obstante, su conducta no refleja la piedad de un israelita agradecido por los dones divinos, sino la de un hombre violento que usa su fuerza de manera impulsiva y caprichosa. Sobre esto, es útil recordar el aforismo de San Agustín: *narrata, non laudata* (se narra, no se elogia), que aplica a este tipo de relatos bíblicos donde las acciones se describen sin aprobación moral.

No hay más que un relato, no una alabanza de la misma [acción]. Convenía que el relato de algunas cosas incluyese el juicio de Dios y el de otras lo omitiese. Así, en los casos en los que se manifiesta el juicio de Dios al respecto, se instruye nuestra ignorancia; en los que se omite, o ejercitamos nuestro saber recordando lo que se aprendió en otro lugar, o sacudimos la pereza preguntando lo que aún no sabemos. Dios, que sabe sacar el bien hasta de las obras malas de los hombres, propagó de aquella semilla los pueblos que quiso, sin condenar su Escritura por los pecados de los hombres. Él reveló tales acciones, no las hizo; exhortó a guardarse de ellas, no las propuso a imitación.

## Arqueología
Un sello circular de piedra, de aproximadamente 15 mm (0,6 plg) de diámetro, fue encontrado por los arqueólogos de la Universidad de Tel Aviv (anunciado en agosto de 2012) en el suelo de una casa en Beth Shemesh y parece representar a un hombre de pelo largo matando a un león, que puede o no representar al Sansón bíblico. El sello del siglo XII a. C. fue descubierto en las proximidades geográficas de la zona en la que vivió Sansón, y el período de tiempo del sello indica que en aquella época se contaba la historia de un héroe que luchó contra un león, y que la historia acabó por introducirse en el texto bíblico y en el sello. 